# Oestromyia leporina
Oestromyia leporina är en tvåvingeart som först beskrevs av Peter Simon Pallas 1778.  Oestromyia leporina ingår i släktet Oestromyia och familjen styngflugor. Inga underarter finns listade i Catalogue of Life.